# Horn-Bad Meinberg
Horn-Bad Meinberg település Németországban, azon belül Észak-Rajna-Vesztfália tartományban. Lakosainak száma 17 329 fő (2023. december 31.). Horn-Bad Meinberg Altenbeken, Bad Lippspringe, Schieder-Schwalenberg, Steinheim, Schlangen, Detmold és Blomberg községekkel határos.

## Fekvése
Detmold délkeleti szomszédjában, Az Egge-hegység végénél és a Teutoburgi erdő kezdeténél fekvő település.

## Története
Horn-Bad Meinberg városa mai formájában az 1970. január 1-én életbe lépett önkormányzati reform óta létezik, nagyrészt Bad Meinberg, Belle, Bell Mountain, Billerbeck, Fromhausen, Heesten, Holzhausen-Externsteine, Leopoldstal, Schmedissen, Vahlhausen, Veldrom, Kempenfeldrom, önkormányzatokból és településrészekből  alakult ki az erdőben délnyugatra fekvő Horn ősi település környékén.
Horn nevének első írásos említése 1248-ból való. A régi Horn várának építése 1348-ban fejeződött be.

## Nevezetességek
- Extern sziklák (Externsteine) - a várostól 2 km-re délnyugati irányban.

## Galéria

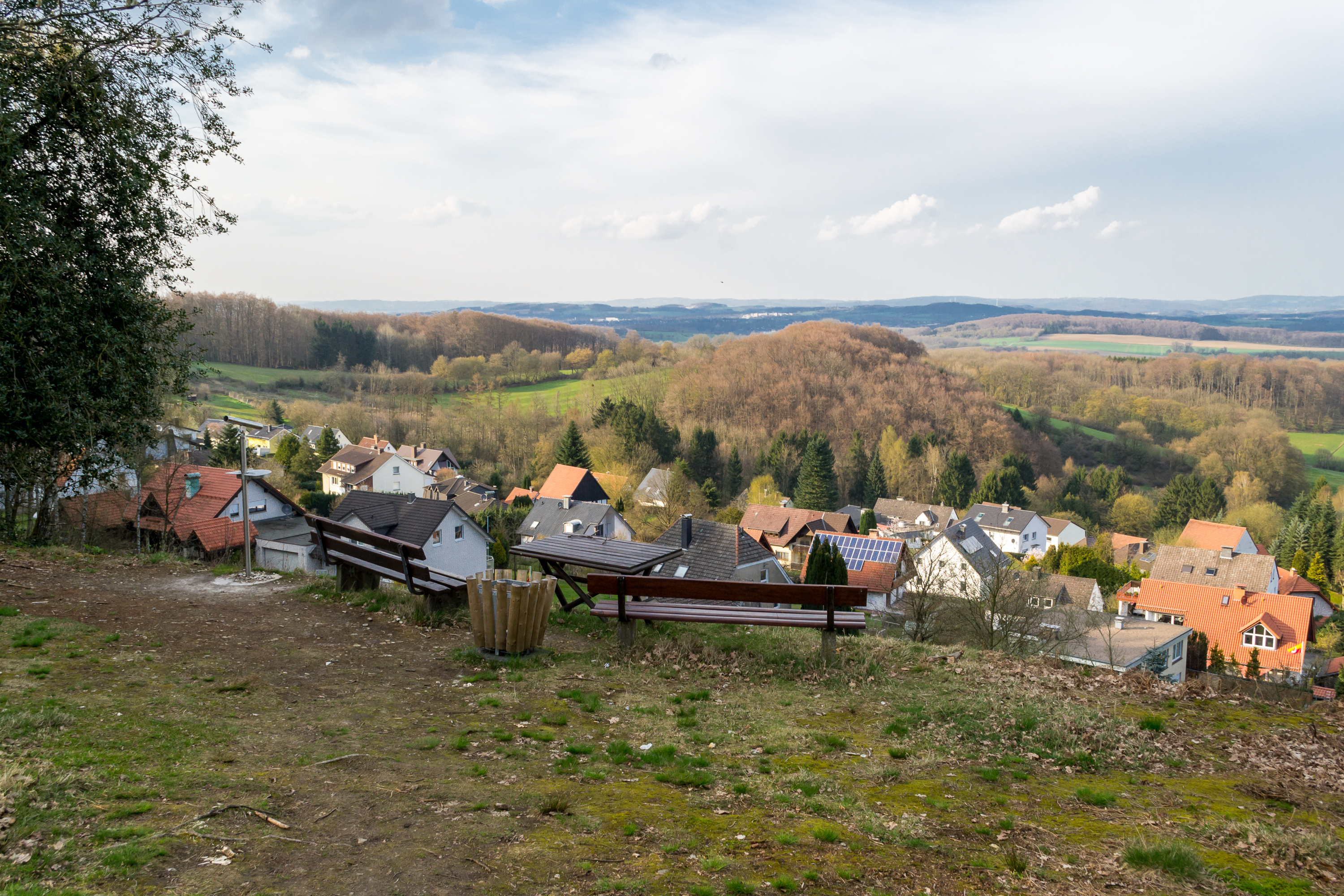
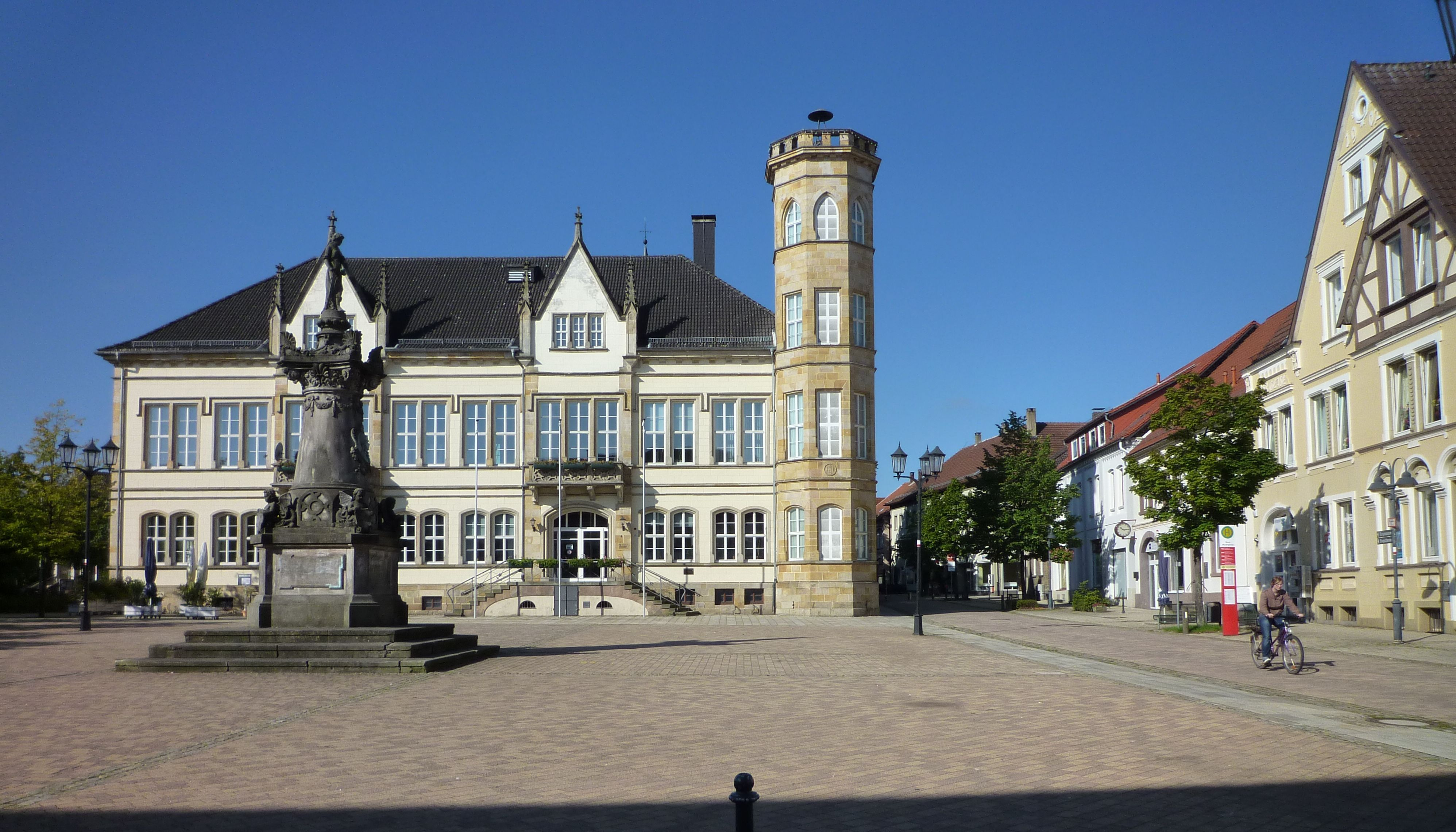
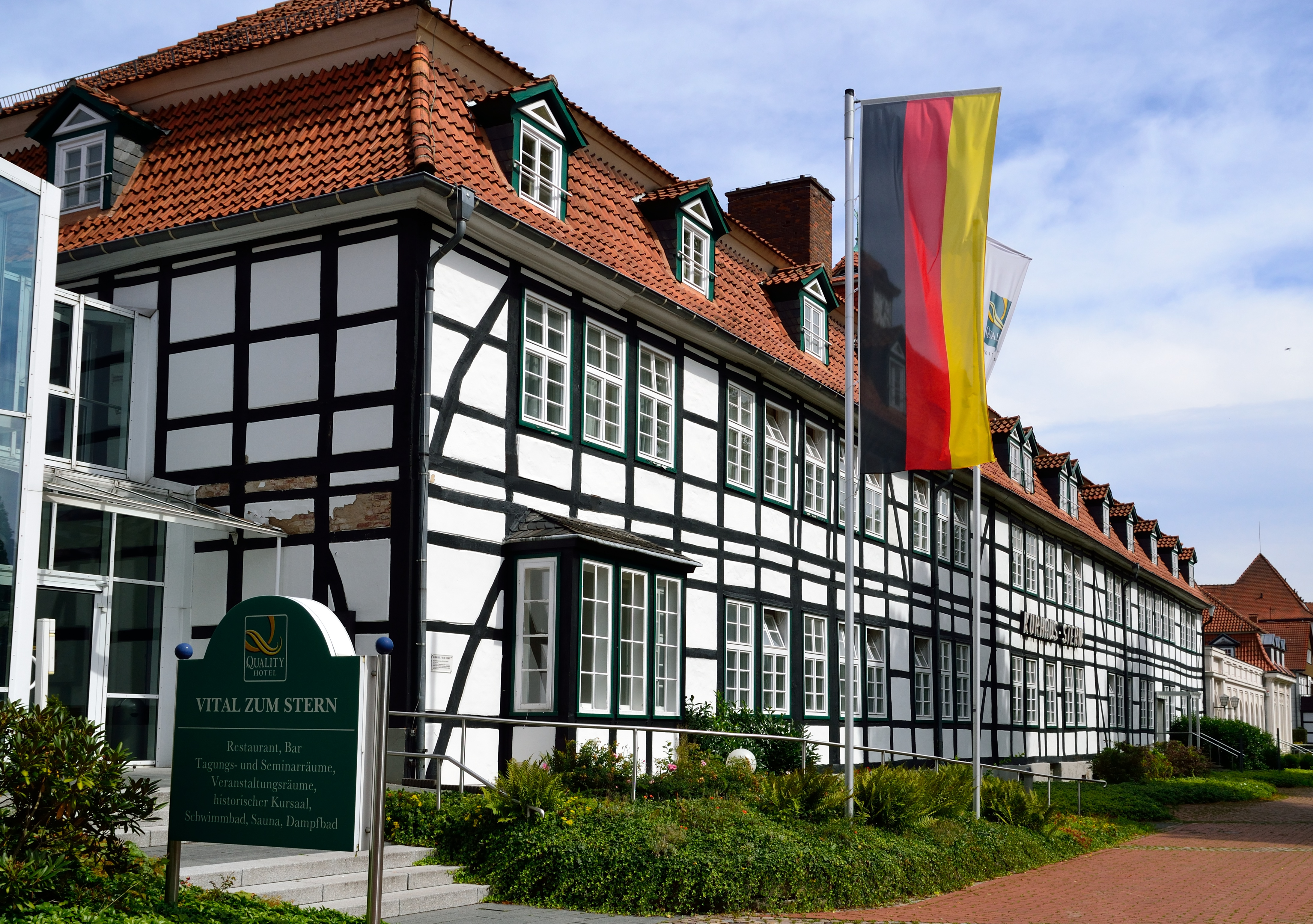
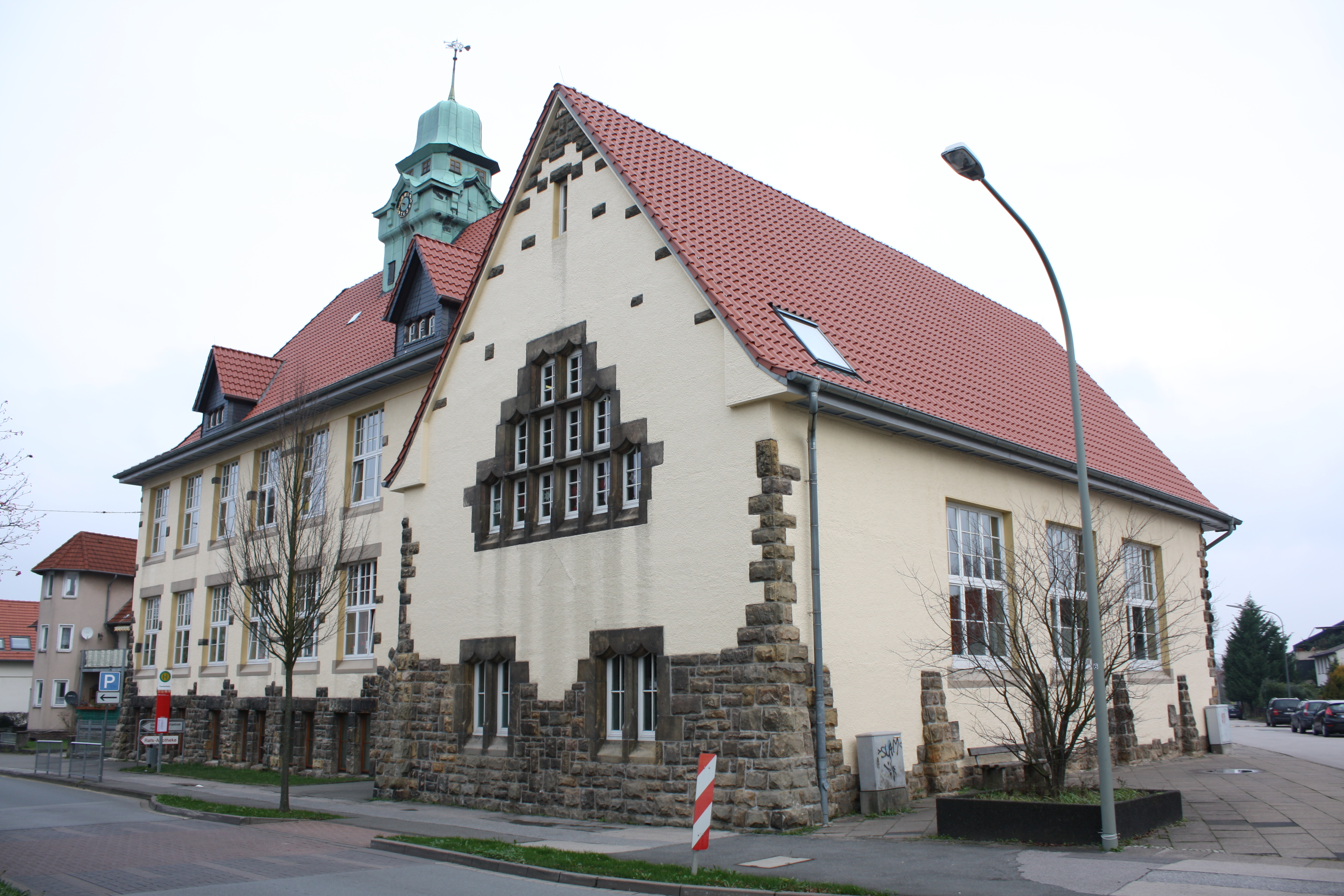
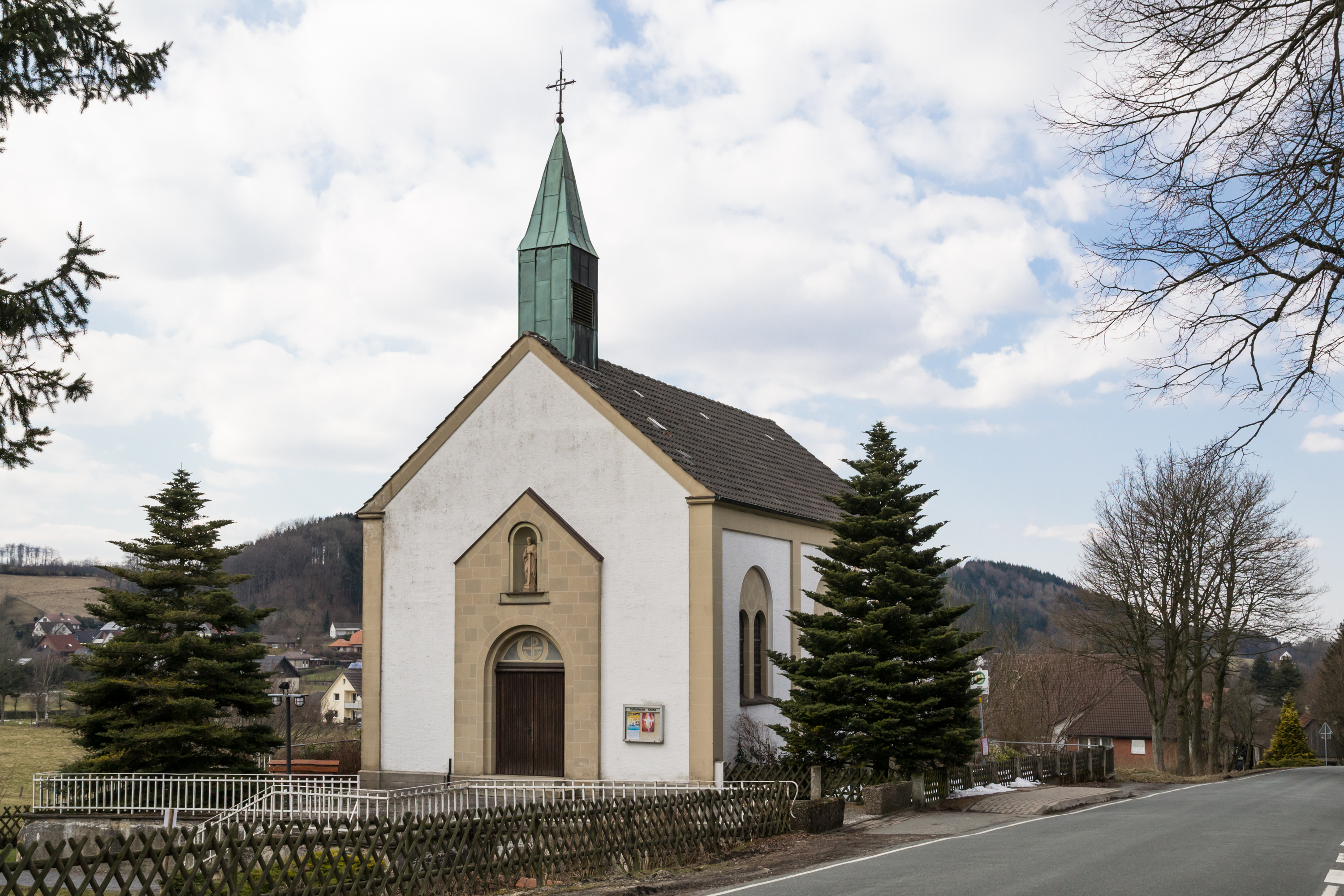
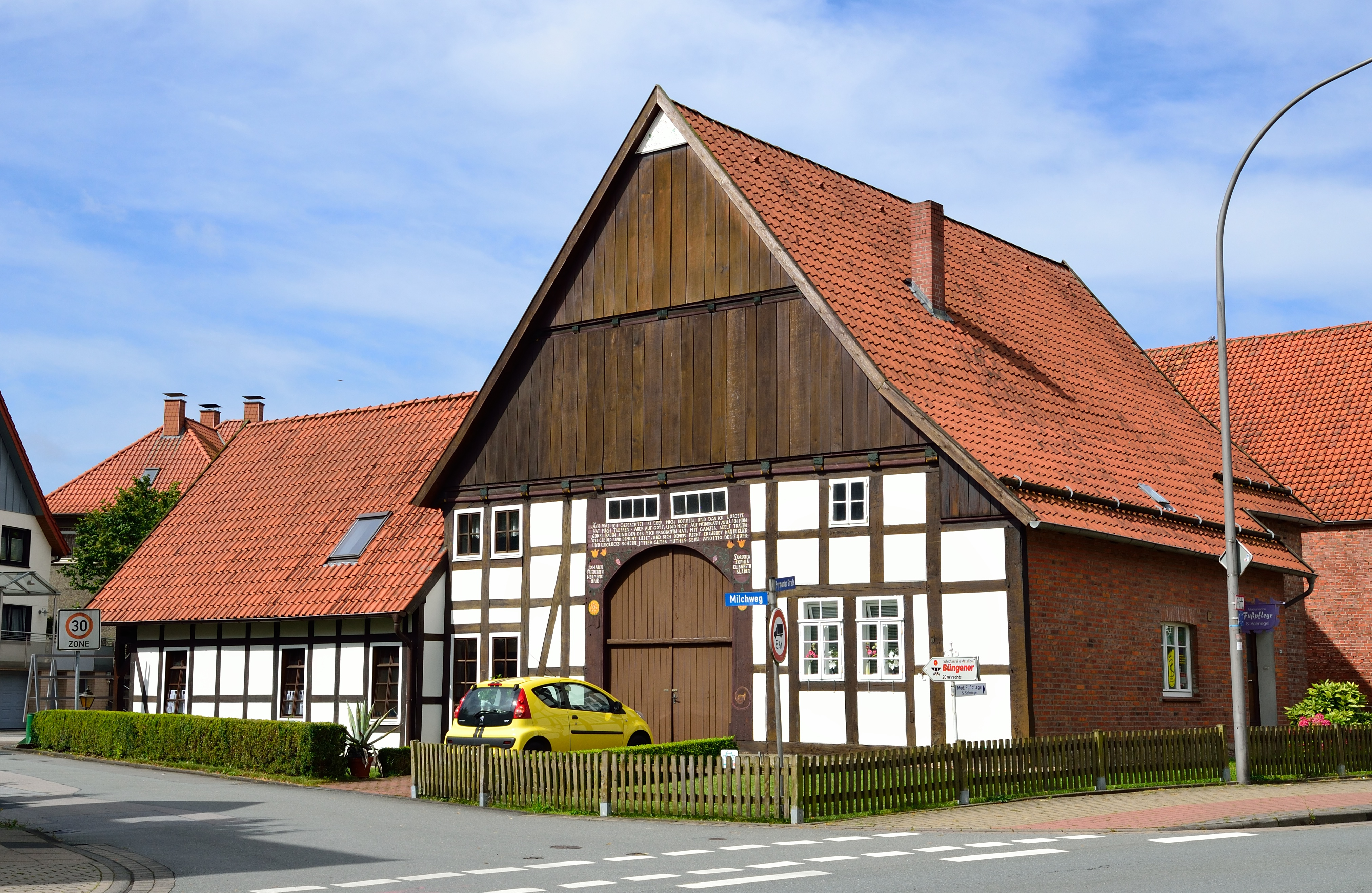
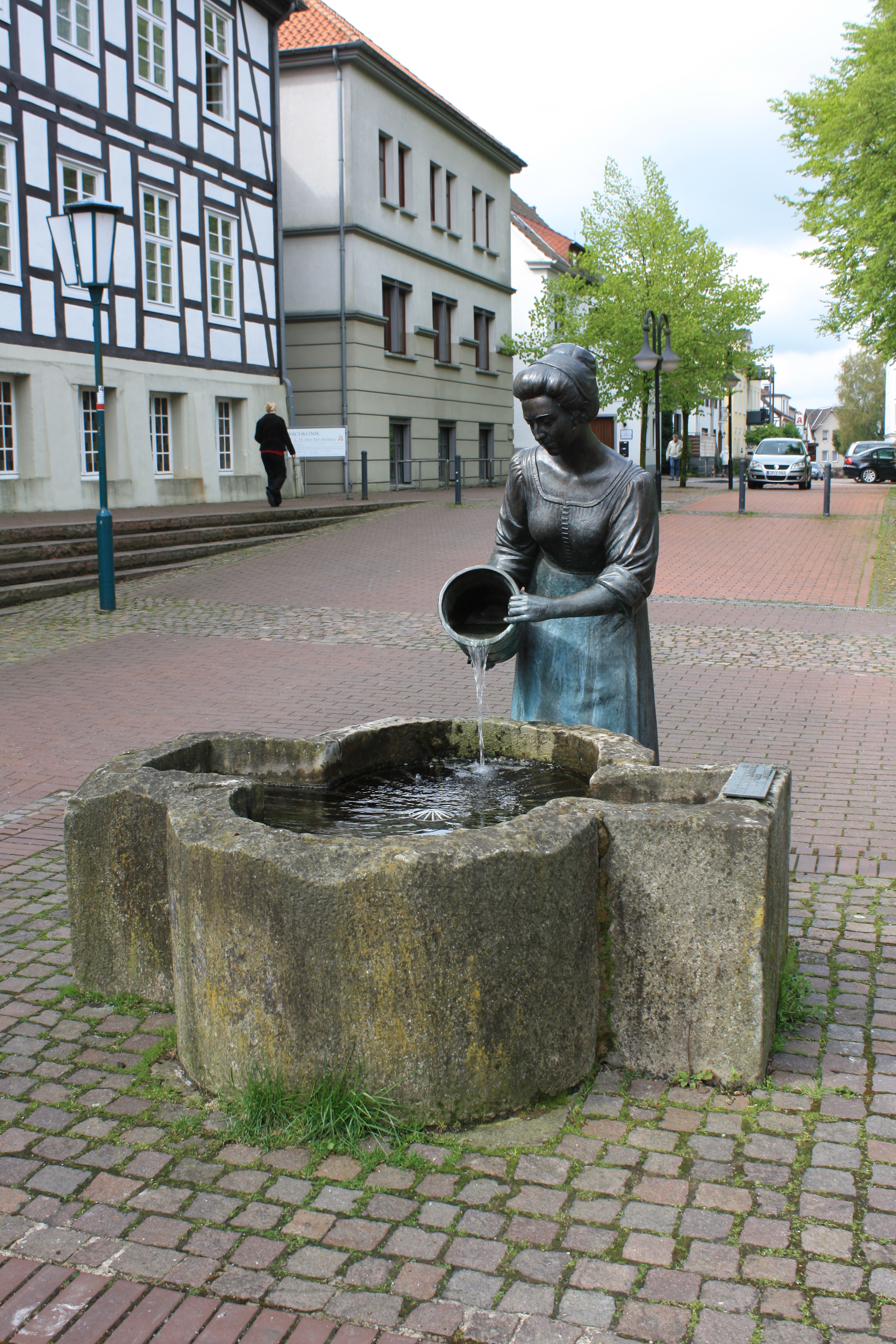
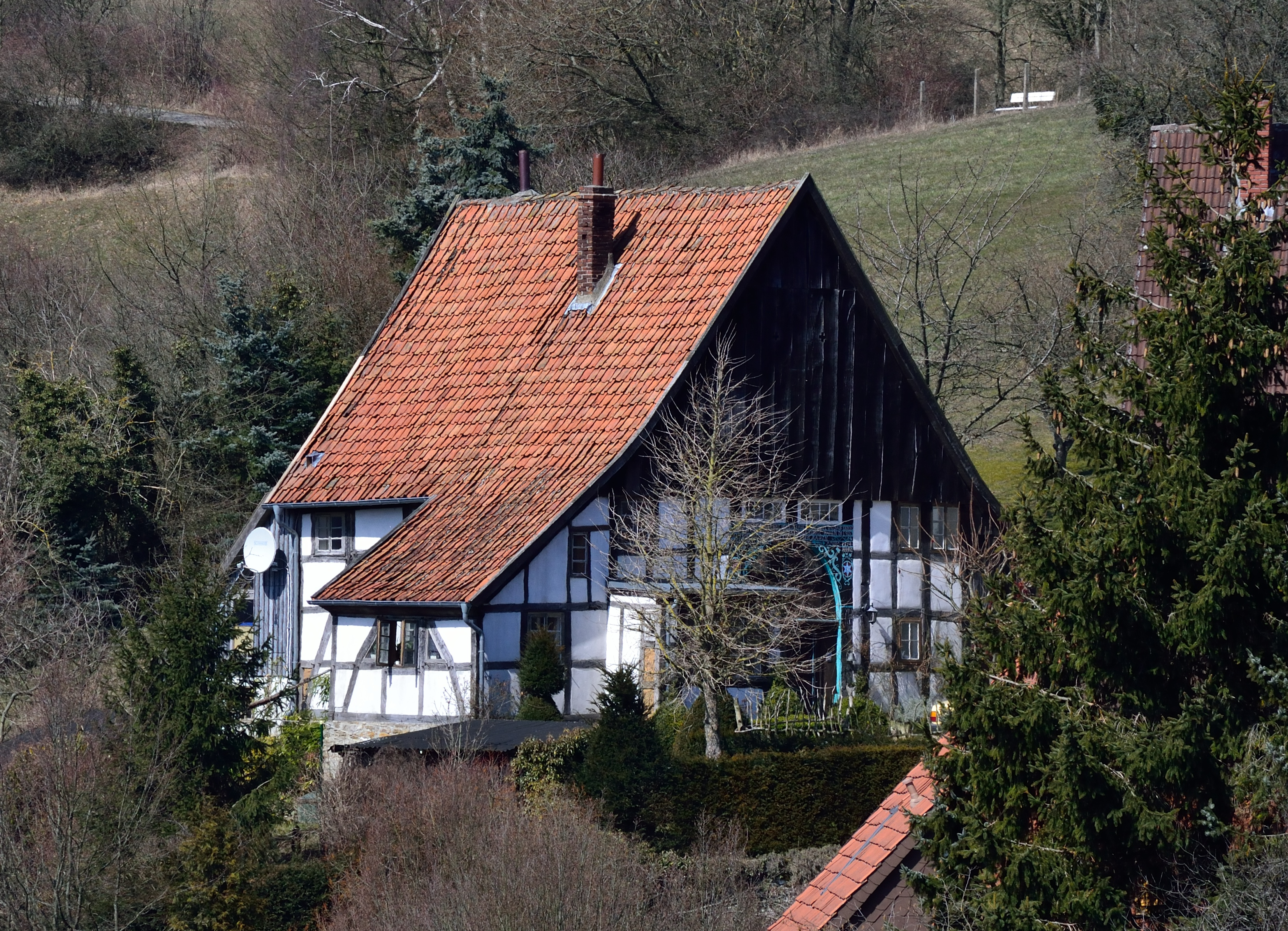
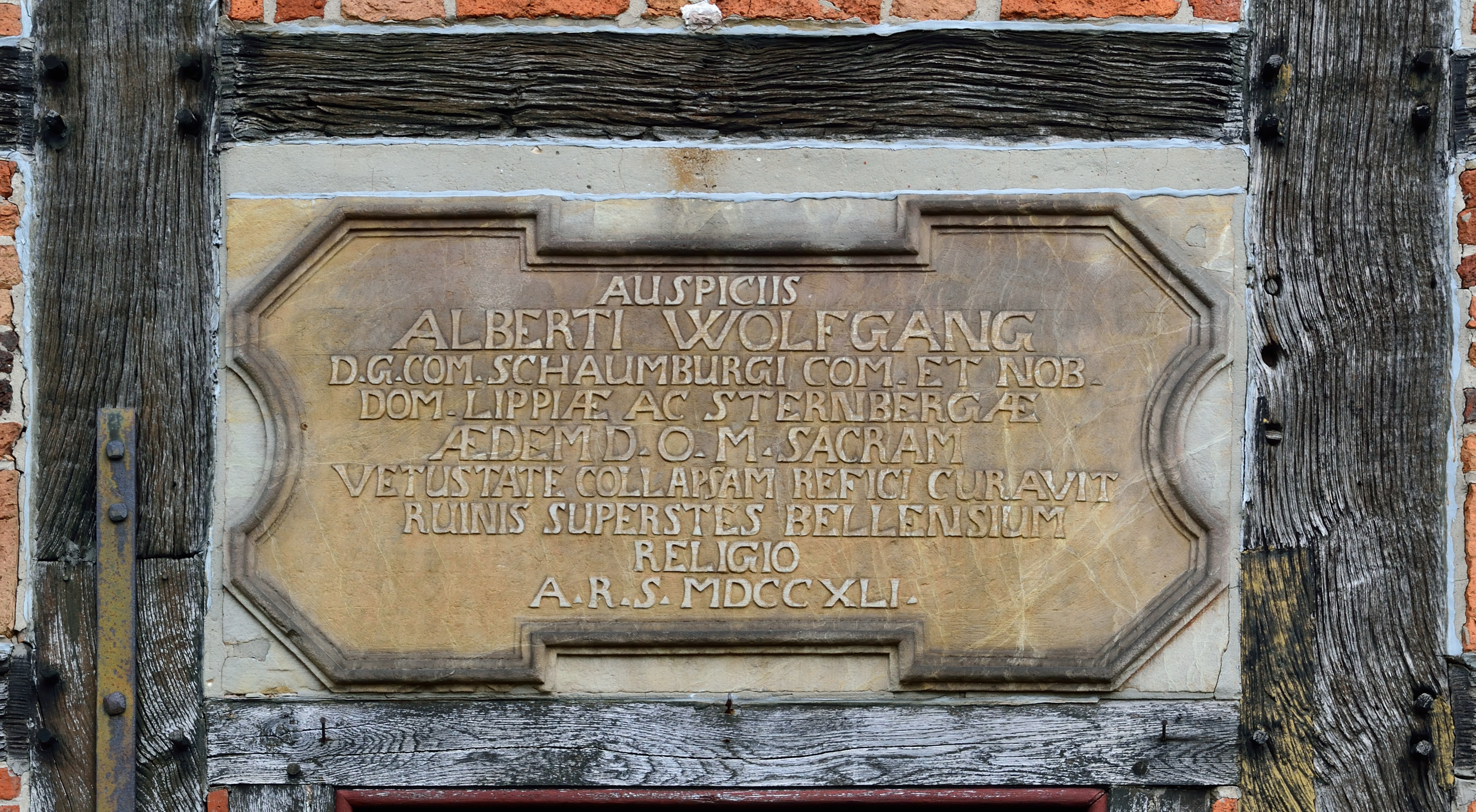
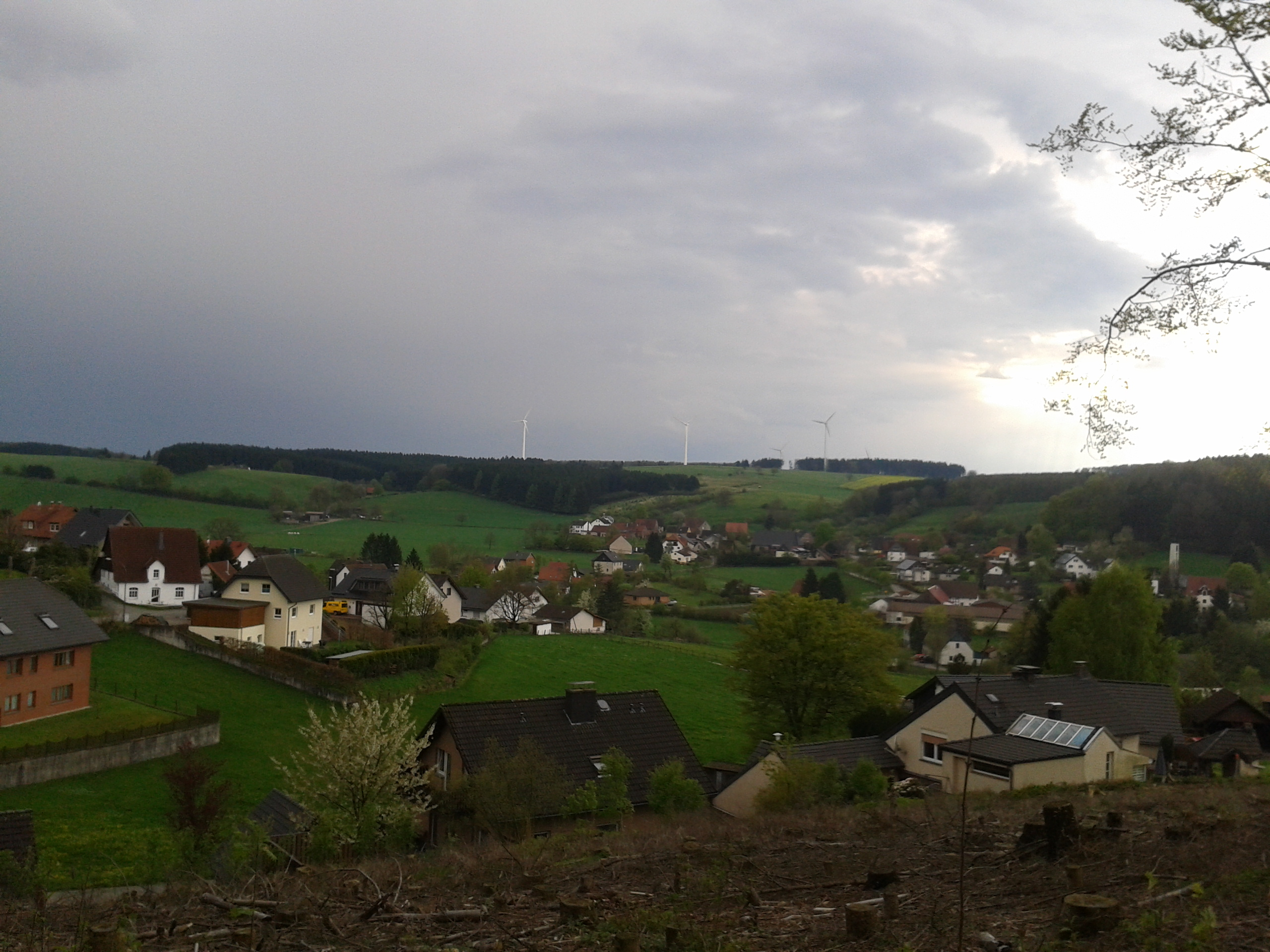
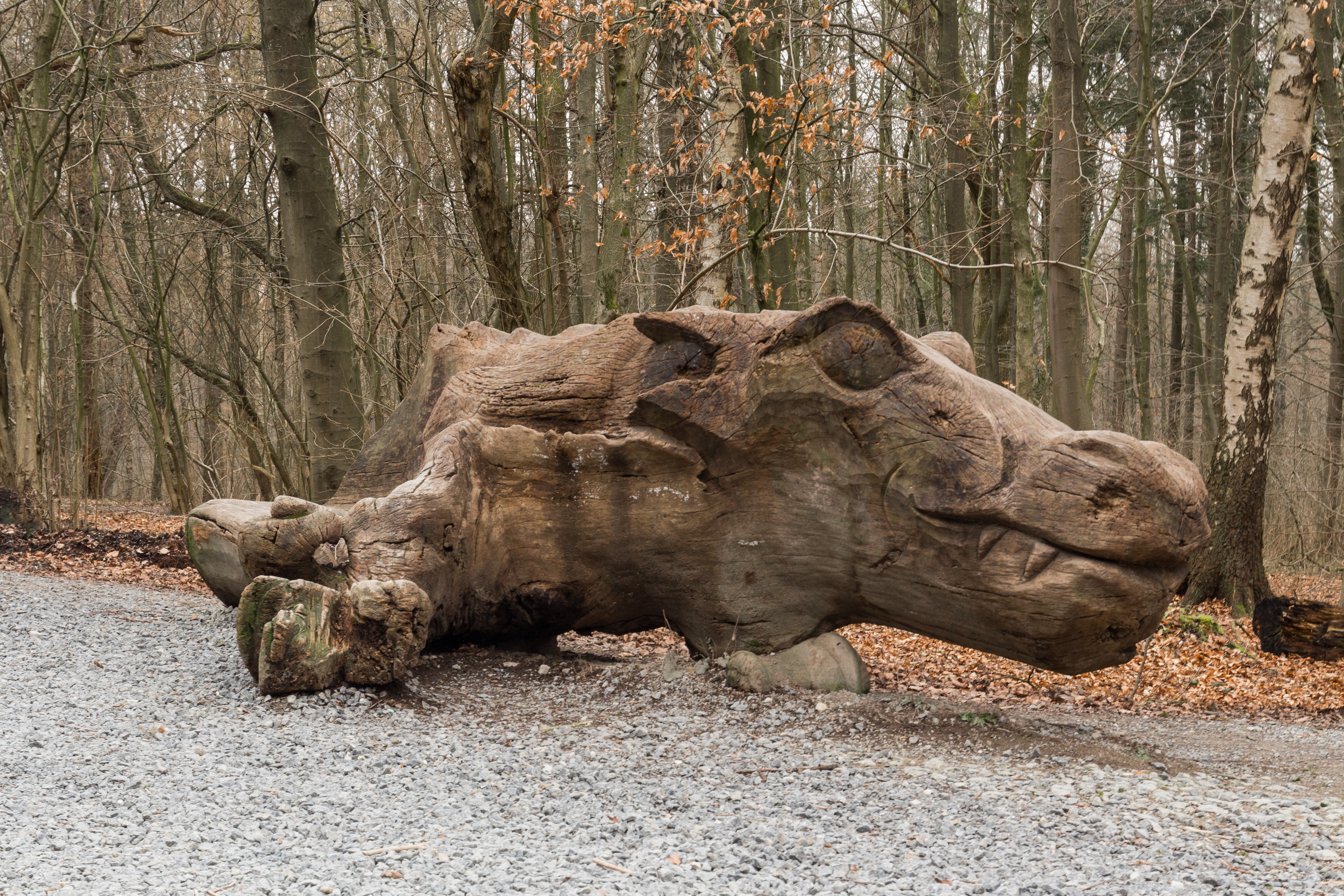
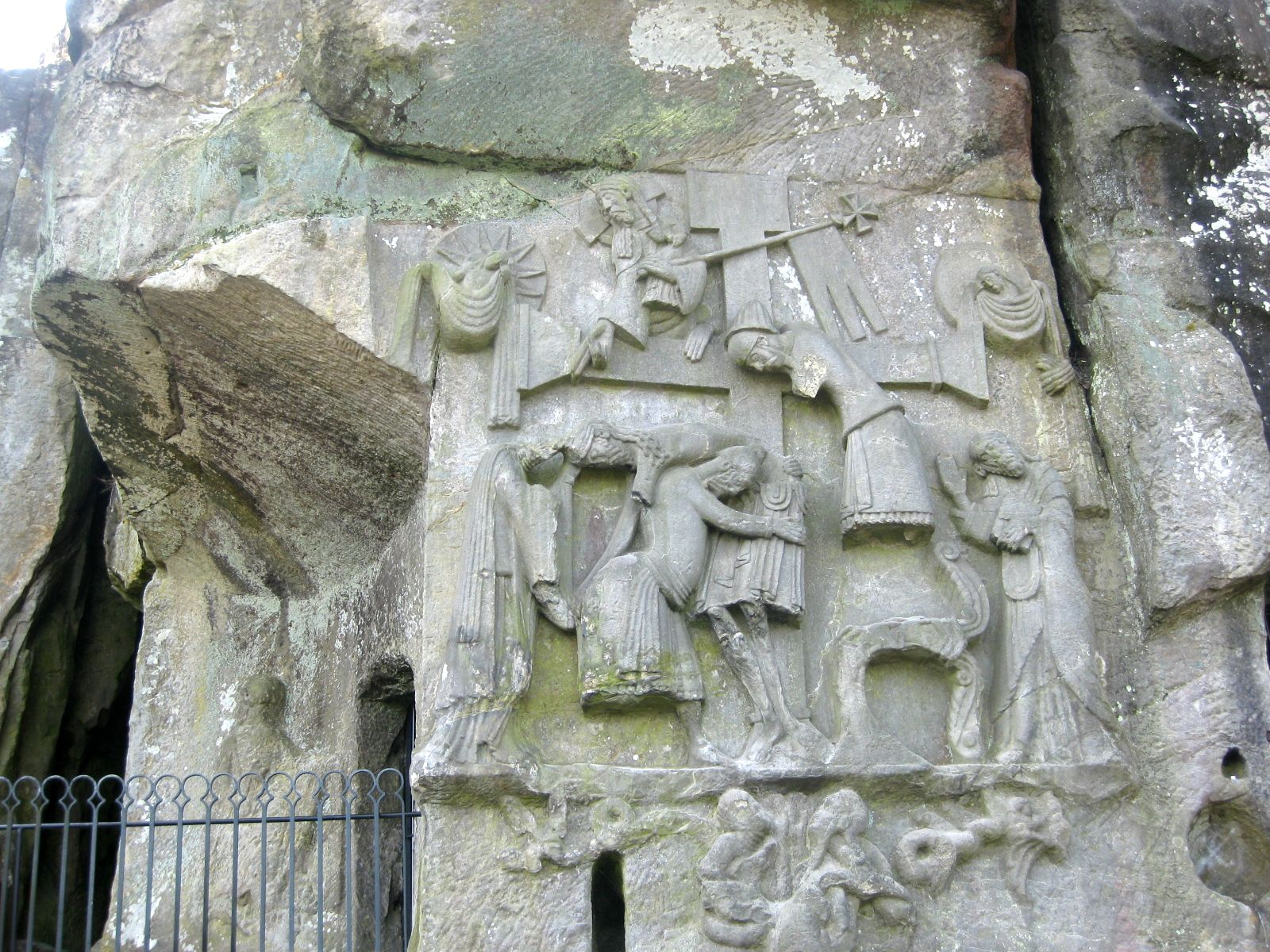
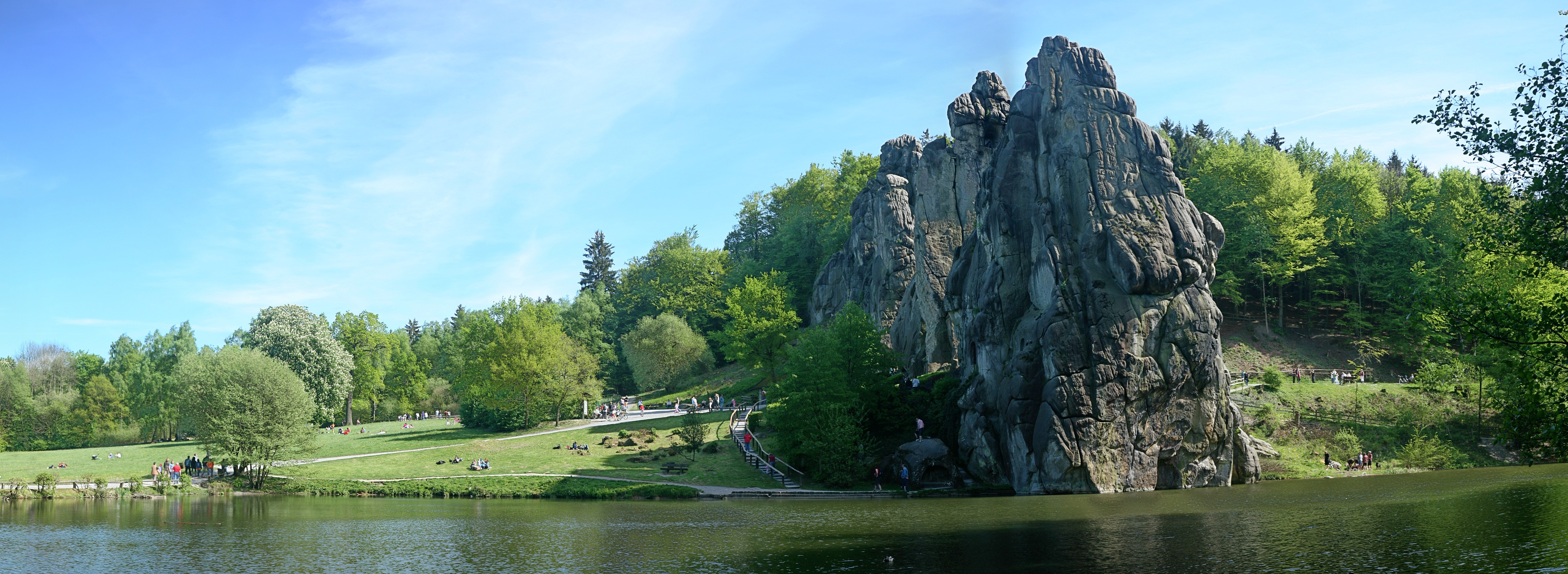
Extern sziklák
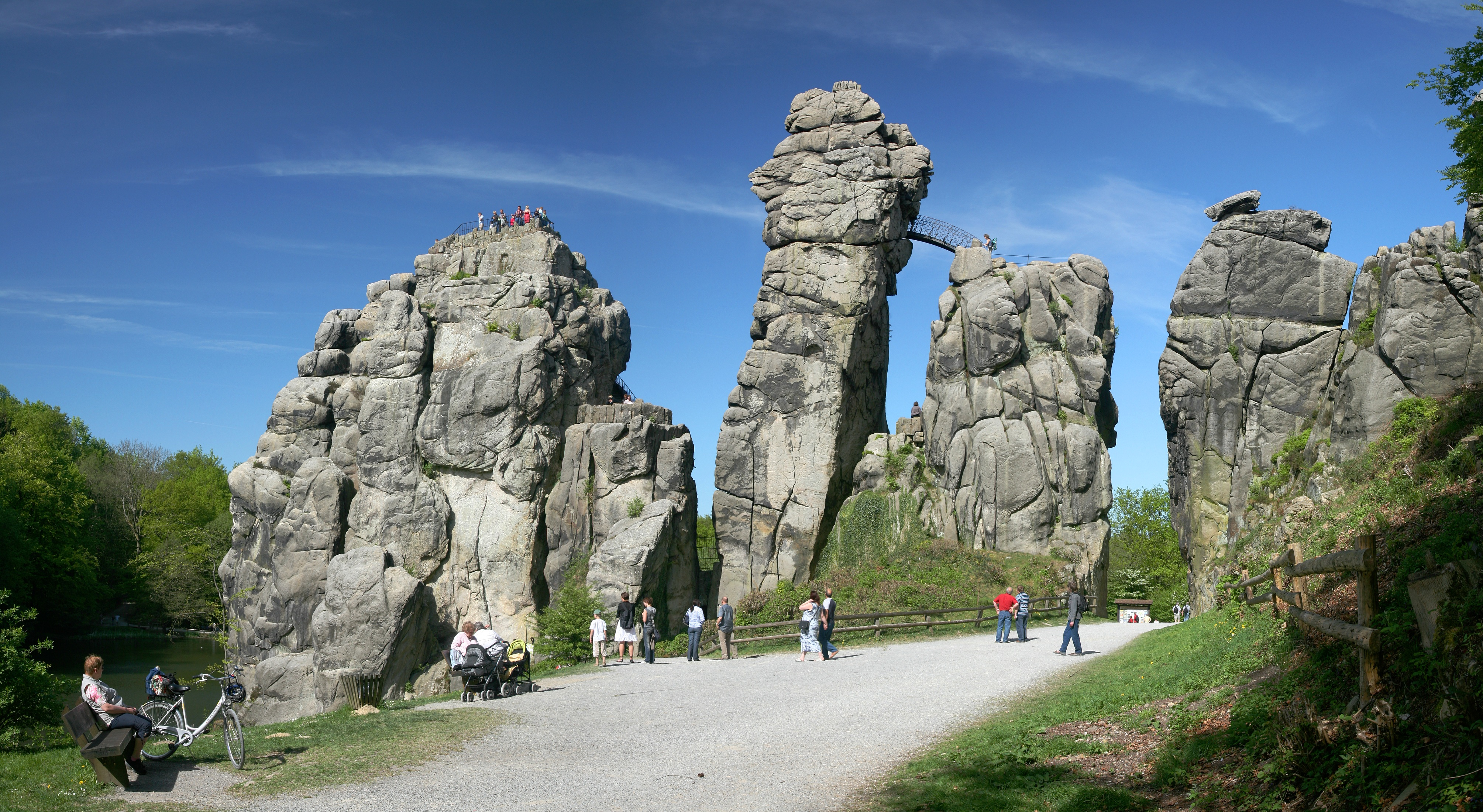
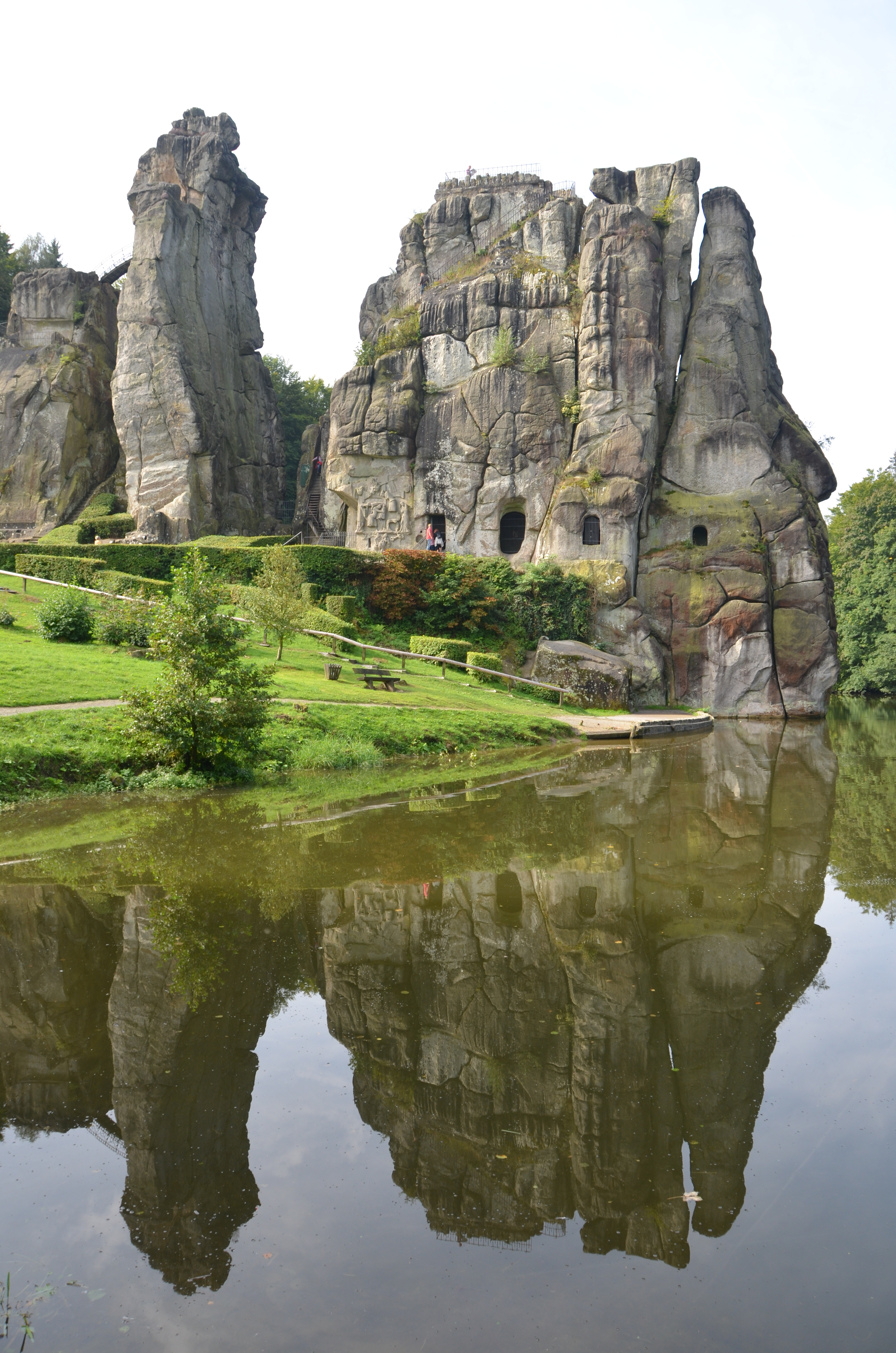